# Suspensura

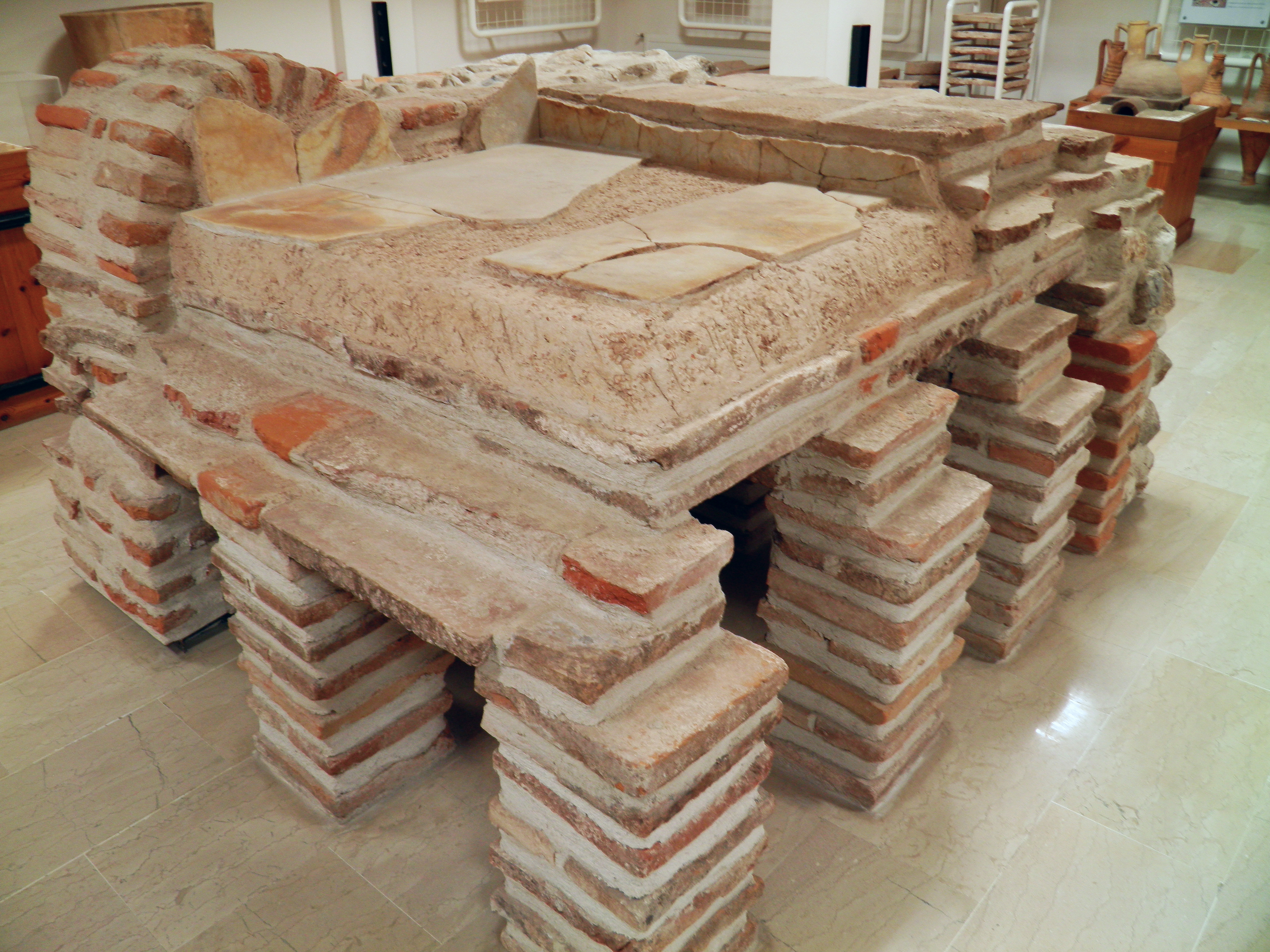
Rekonstruierte Hypokaustenanlage

Suspensura (Plural: Suspensurae, von Latein suspendere = aufhängen, stützen) ist der architektonische Begriff für einen aufgehängten Boden eines römischen Bades oder anderweitig hypokaustierten Raumes. Eine Beschreibung des römischen Architekten Vitruvius aus dem ersten Jahrhundert v. Chr. zeigte wie eine Hypokaustenheizung gebaut werden konnte, und der auf Pfeilern aus quadratischen oder runden Ziegelplatten "schwebende Fußboden" und der darüber befindliche Raum erwärmt werden konnten.